# Feodor von Gnauth
Feodor von Gnauth (* 24. Juni 1854 in Stuttgart; † 21. Februar 1916 in Köln-Mülheim) war Oberbürgermeister von Gießen und Finanzminister in der Regierung des Großherzogtums Hessen.

## Familie
Feodor von Gnauth war der Sohn des Lithografen und Kupferstechers Adolf Gnauth sen. (1812–1876) und dessen Frau Marie Kasten (1818–1868). Sein Bruder Adolf Gnauth (1840–1884), war Architekt, Architekturmaler und Professor an der Kunstgewerbeschule in Nürnberg.

## Karriere
Nach dem Abitur studierte er 1873–1877 am Polytechnikum Stuttgart Bauingenieurwesen. 1878–1880 arbeitete er im Hohenzollern’schen Landesbauamt, legte 1880 die zweite Staatsprüfung ab und wurde anschließend  Kreisbaumeister in Hechingen. 1882 bis 1890 war er Kreisingenieur des Kreises Gießen und Provinzial-Ingenieur für die Provinz Oberhessen, zuständig für Straßenbau.
Er engagierte sich in der Kommunalpolitik von Gießen: 1886 wurde er Beigeordneter, 1889–1890 Bürgermeister der Stadt Gießen, beides damals Ehrenämter. Ab 1890 war er hauptamtlich Oberbürgermeister der Stadt Gießen.
1901 berief ihn Großherzog  Ernst Ludwig zum Finanzminister, zunächst mit dem Titel eines „Präsidenten“ des Finanzministeriums. Aber noch 1901 erhielt er auch den Titel eines „Ministers“. Zugleich war er 1905–1910 hessischer Bevollmächtigter im Bundesrat. Er plante, die Staatsverschuldung durch die Erhöhung der Einkommensteuer um ein Drittel und der Vermögensteuer um beinahe die Hälfte zu bekämpfen. Das führte zu einem Konflikt mit den Landständen des Großherzogtums Hessen. Cornelius Wilhelm von Heyl zu Herrnsheim, Industrieller und führendes Mitglied der Ersten Kammer der Landstände, führte die Opposition gegen diese Pläne. Nach einer gemeinsamen nichtöffentlichen Sitzung der Ausschüsse beider Kammern am 24. Februar 1910 stellte der Landtag sich gegen die Pläne. Daraufhin bat Feodor von Gnauth den Großherzog um seine Entlassung, was dieser annahm.
Wenige Monate nach seinem Rücktritt, noch 1910, zog Gnauth nach Köln-Mülheim und wurde Generaldirektor von Felten & Guilleaume.

## Auszeichnungen
- 1895 Ritterkreuz I. Klasse des Verdienstordens Philipps des Großmütigen[2]
- 1902 Ehrengroßkreuz des Oldenburgischen Haus- und Verdienstordens des Herzogs Peter Friedrich Ludwig[2]
- 1902 Komturkreuzes I. Klasse mit der Krone des Verdienstordens Philipps des Großmütigen[2]
- 1903 Preußischer Kronenorden I. Klasse[2]
- 1906 Bayerischer Verdienstorden vom Heiligen Michael I. Klasse[2]
- 1906 Großkreuz des Hausordens der Wachsamkeit oder vom weißen Falken (Großherzog von Sachsen-Weimar)[2]
- 1907 Großkreuz des Verdienstordens Philipps des Großmütigen[3]
- 1910 Krone zum Großkreuz des Verdienstordens Philipps des Großmüthigen[1]
- 1910 Dr. phil. h.c. der Universität Gießen[1]
- 1910 Dr. ing. h.c. der Technischen Hochschule Darmstadt[1]
- In Gießen wurden die Gnauth-Straße nach ihm benannt.